# Scranton (Pennsylvania)

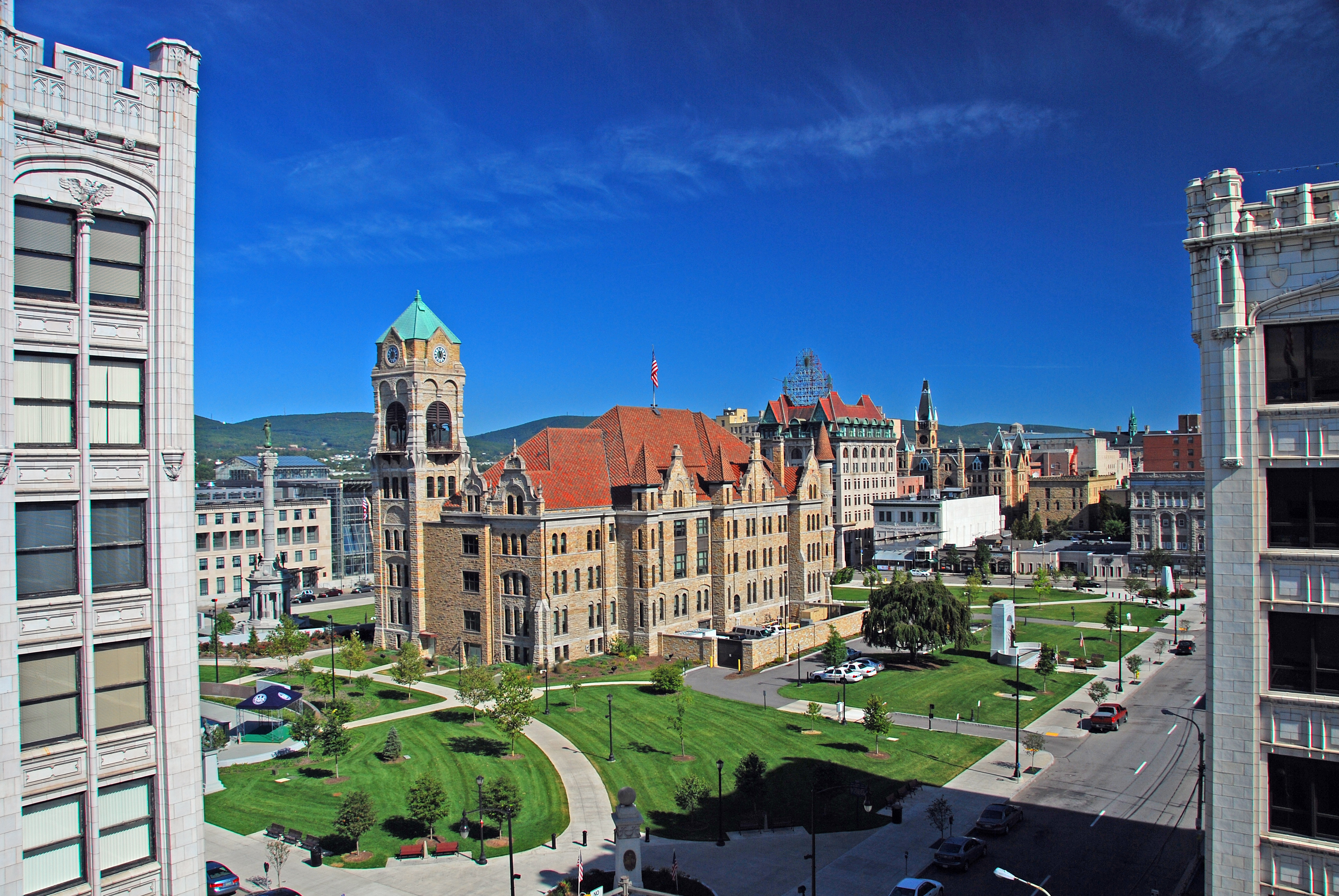
A Courthouse Square látképe

Scranton amerikai város Pennsylvania északkeleti részén, Lackawanna megyében. Lackawanna megye székhelye, illetve legnagyobb városa. Lakosainak száma 76 328 fő (2020. április 1.).  Itt játszódik  A hivatal című angol televíziós sorozat amerikai változata is, a város erről különösképpen ismert a populáris kultúrában. Joe Biden, az Amerikai Egyesült Államok 46. elnökének szülővárosa. Az Egyesült Államokban először, 1866-ban kiépült a városban a villamoshálózat. Scranton emiatt Az elektromos város (angolul: The Electric City) becenevet kapta.

## Népesség
A település népességének változása:
| Lakosok száma | 76 089 | 76 089 | 76 328 |
|               | 2010   | 2013   | 2020   |